# Extindere de corp
În matematică, în special în algebră, o extindere de corp este o pereche de corpuri {\displaystyle E\subseteq F,} astfel încât operațiunile lui E sunt cele ale lui F restricționate la E. În acest caz F este o extindere de corp a lui E, iar E este un subcorp al lui F. De exemplu, sub noțiunile obișnuite de adunare și înmulțire, numerele complexe o extindere de corp a numerelor reale; numerele reale fiind un subcorp al numerelor complexe.
Extinderile de corp sunt fundamentale în teoria algebrică a numerelor⁠(d) și în studiul rădăcinilor polinoamelor prin teoria lui Galois și sunt utilizate pe scară largă în geometria algebrică.

## Subcorp
Un subcorp al unui corp L este o submulțime K din L care este un corp în ceea ce privește operațiile pe corp moștenite de la L. Echivalent, un subcorp este o submulțime care conține 1 și este închisă sub operațiile de adunare, scădere, înmulțire și împărțire a unui element diferit de zero din K.
Cum 1 – 1 = 0, ultima definiție implică faptul că K și L au același element zero.
De exemplu, corpul numerelor raționale este un subcorp al numerelor reale, care este el însuși un subcorp al numerelor complexe. Mai general, corpul numerelor raționale este (sau este izomorf cu) un subcorp al oricărui corp cu caracteristica 0.
Caracteristica unui subcorp este aceeași cu caracteristica corpului care-l conține.

## Extindere de corp
Dacă K este un subcorp al lui L, atunci L este o extindere de corp sau, simplu, extinderea lui K, iar această pereche de corpuri este o extindere de corp. O astfel de extindere de corp este denumită L/K (citită „L peste K”).
dacă L este o extindere a lui F, care, la rândul său,este o extindere a lui K, atunci F se spune că este un corp intermediar (sau extindere intermediară sau subextindere) a lui L / K.
Fiind dată extinderea L / K, corpul mai mare L este un K-spațiu vectorial. Dimensiunea acestui spațiu vectorial este gradul extinderii de corp, notată cu [L : K]. 
Gradul unei extinderi este 1 dacă și numai dacă cele două corpuri sunt egale. În acest caz, extinderea este o extindere trivială. Extinderile de gradele 2 și 3 se numesc extinderi pătratice, respectiv extinderi cubice. O extindere finită este o extindere care are un grad finit.
Fiind date două extinderi L / K și M / L, extinderea M / K este finită dacă și numai dacă ambele L / K și M / L sunt finite. În acest caz există
{\displaystyle [M:K]=[M:L]\cdot [L:K].}
Fiind dată extinderea L / K și o submulțime S a L, există un cel mai mic subcorp din L care conține K și S. Ea este intersecția tuturor subcorpurilor din L care conțin K și S, și este notată cu K(S). Se spune că K(S) este corpul generat de S peste K, iar această S este generator⁠(d) K(S) peste K. Când {\displaystyle S=\{x_{1},\ldots ,x_{n}\}} este finită, se scrie {\displaystyle K(x_{1},\ldots ,x_{n})} în loc de {\displaystyle K(\{x_{1},\ldots ,x_{n}\}),} și se spune că K(S) este generată finit peste K. Dacă S constă dintr-un singur element s, extinderea K(s) / K este numită extindere simplă iar s este numită elementul primitiv al extinderii.
O extindere de corp de forma K(S) se spune adesea că este rezultatul adjuncției lui S la K.
Cu caracteristica 0, orice extindere finită este o extindere simplă. Aceasta este teorema elementului primitiv, care nu este valabilă pentru corpurile cu caracteristici diferite de zero.
Dacă o extindere simplă K(s) / K nu este finită, corpul K(s) este izomorf cu corpul numerelor raționale în s peste K.

## Atenție
Notația L / K este una pur formală și nu implică formarea unui inel factor sau grup factor sau a oricărui alt tip de diviziune. Bara oblică are sensul de „peste”. În unele lucrări se folosește notația L:K.
Adesea este de dorit să se vorbească despre extinderile de corp în situații în care corpul mic nu este de fapt conținut în cel mare, ci este înglobat în el în mod natural. În acest scop, se definește în mod abstract o extindere de corp ca un homomorfism de inele⁠(d) injectiv între două corpuri.
Orice omomorfism de inele nul între corpuri este injectiv deoarece corpurile nu posedă ideale proprii netriviale, astfel încât extinderile de corp sunt tocmai morfisme din categoria corpurilor.
De aici încolo nu se va vorbi despre omomorfisme injective și se va presupune că se vorbește despre subcorpuri reale.

## Exemple
Corpul numerelor complexe {\displaystyle \mathbb {C} } este o extindere de corp a corpului numerelor reale {\displaystyle \mathbb {R} }, iar {\displaystyle \mathbb {R} } este, la rândul său, o extindere a corpului numerelor raționale {\displaystyle \mathbb {Q} }. Este limpede că {\displaystyle \mathbb {C} /\mathbb {Q} } este și ea o extindere. Există {\displaystyle [\mathbb {C} :\mathbb {R} ]=2} deoarece {\displaystyle \{1,i\}} este o bază, astfel că extinderea {\displaystyle \mathbb {C} /\mathbb {R} } este finită. Aceasta este o extindere simplă deoarece {\displaystyle \mathbb {C} =\mathbb {R} (i).} {\displaystyle [\mathbb {R} :\mathbb {Q} ]={\mathfrak {c}}} (cardinalitatea continuumului), ca urmare această extindere este infinită.
Corpul
{\displaystyle \mathbb {Q} ({\sqrt {2}})=\left\{a+b{\sqrt {2}}\mid a,b\in \mathbb {Q} \right\},}
este o extindere de corp a lui {\displaystyle \mathbb {Q} ,}, o extindere simplă. Gradul său este 2 deoarece {\displaystyle \left\{1,{\sqrt {2}}\right\}} poate fi o bază. 
Corpul
{\displaystyle {\begin{aligned}\mathbb {Q} \left({\sqrt {2}},{\sqrt {3}}\right)&=\mathbb {Q} \left({\sqrt {2}}\right)\left({\sqrt {3}}\right)\\&=\left\{a+b{\sqrt {3}}\mid a,b\in \mathbb {Q} \left({\sqrt {2}}\right)\right\}\\&=\left\{a+b{\sqrt {2}}+c{\sqrt {3}}+d{\sqrt {6}}\mid a,b,c,d\in \mathbb {Q} \right\},\end{aligned}}}
este o extindere de corp ale ambelor {\displaystyle \mathbb {Q} ({\sqrt {2}})} și {\displaystyle \mathbb {Q} ,}, de gradul 2, respectiv 4. Și ea este o extindere simplă deoarece se poate arăta că
{\displaystyle {\begin{aligned}\mathbb {Q} ({\sqrt {2}},{\sqrt {3}})&=\mathbb {Q} ({\sqrt {2}}+{\sqrt {3}})\\&=\left\{a+b({\sqrt {2}}+{\sqrt {3}})+c({\sqrt {2}}+{\sqrt {3}})^{2}+d({\sqrt {2}}+{\sqrt {3}})^{3}\mid a,b,c,d\in \mathbb {Q} \right\}.\end{aligned}}}
Extinderile finite ale lui {\displaystyle \mathbb {Q} } se mai numesc corpuri de numere⁠(d) algebrice și sunt importante în teoria numerelor. Altă extindere de corp a numerelor raționale, care este și ea importantă în teoria numerelor, deși nu este o extindere finită, este corpul numerelor p-adice⁠(d) {\displaystyle \mathbb {Q} _{p}} pentru numerele prime p.
Este comun să se construiască o extindere de corp a unui corp dat K prin inelul factor al inelului polinoamelor⁠(d) K[X] pentru a „crea” o rădăcină a unui polinom dat f(X). Se presupune, de exemplu, că K nu conține niciun element x cu x2 = −1. Atunci polinomul X ^ 2 + 1 este ireductibil în K[X], în consecință idealul generat de acest polinom este maximal și {\displaystyle L=K[X]/(X^{2}+1)} este o extindere de corp a lui K care trebuie să conțină un element al cărui pătrat este −1 (anume, clasa de reziduuri a lui X).
Prin iterarea construcției de mai sus se poate construi un corp de descompunere⁠(d) al oricărui polinom din K[X]. Acesta este o extindere de corp „L” a „K” în care polinomul dat se descompune într-un produs de factori liniari.
Dacă p este un număr prim oarecare și n este un număr întreg pozitiv, există un corp finit GF(pn) cu elemente pn; acesta este o extindere de corp a corpului finit {\displaystyle \operatorname {GF} (p)=\mathbb {Z} /p\mathbb {Z} } cu elemente p.
Fiind dat corpul K, se poate considera corpul K(X) al tuturor funcțiilor raționale de variabilă X cu coeficienți în K; elementele lui K(X) sunt fracții de două polinoame peste K și, într-adevăr, K(X) este corpul fracțiilor inelului polinomial K[X]. Acest corp al funcțiilor raționale este o extindere de corp a lui K. Această extindere este infinită.
Fiind dată o suprafață Riemann M, mulțimea tuturor funcțiilor meromorfe definite pe M este un corp, notat cu {\displaystyle \mathbb {C} (M).} Dacă se identifică fiecare număr complex cu funcția constantă corespunzătoare definită pe M, este o extindere de corp transcendentă {\displaystyle \mathbb {C} .} Mai general, având în vedere o varietate algebrică⁠(d) V peste un câmp K, atunci corpul funcțional al lui V, constând din funcțiile raționale definite pe V și notate cu K(V), este o extindere de corp a lui K.

## Extindere algebrică
Un element x al unei extindere de corp L/K este algebric peste K dacă este o rădăcină a unui polinom nenul cu coeficienți în K.
Un element s din L este algebric peste K dacă și numai dacă extinderea simplă K(s)/K este o extindere finită. În acest caz, gradul extinderii este egal cu gradul polinomului minim și o bază a K-spațiului vectorial K (s) constă din {\displaystyle 1,s,s^{2},\ldots ,s^{d-1},} unde d este gradul polinomului minim.
Mulțimea elementelor din L care sunt algebrice peste K formează o subextindere, care este numită închiderea algebrică a lui K în L. Asta rezultă din caracterizarea precedentă: dacă s și t sunt algebrice, extinderile K(s) /K și K(s)(t) /K(s) sunt finite. Ca urmare, K(s, t) /K este și ea finită, ca și subextinderile K(s ± t) /K, K(st) /K și K(1/s) /K (dacă s ≠ 0). prin urmare s ± t, st și 1/s sunt toate algebrice.
O extindere algebrică L / K este o extindere în care orice element al L este algebric peste K. Echivalent, o extindere algebrică este o extindere care este generată de elemente algebrice. De exemplu, {\displaystyle \mathbb {Q} ({\sqrt {2}},{\sqrt {3}})} este o extindere algebrică a {\displaystyle \mathbb {Q} } deoarece b{\displaystyle {\sqrt {2}}} și {\displaystyle {\sqrt {3}}} sunt algebrice peste {\displaystyle \mathbb {Q} .}
O extindere simplă este algebrică dacă și numai dacă este finită. Aceasta implică faptul că o extindere este algebrică dacă și numai dacă este reuniunea subextinderilor sale finite și că fiecare extindere finită este algebrică.
Fiecare corp K are o închidere algebrică, care este până la un izomorfism cea mai mare extindere de corp a lui K care este algebrică peste K și, de asemenea, cea mai mică extindere de corp astfel încât fiecare polinom cu coeficienți în K are o rădăcină în ea. De exemplu, {\displaystyle \mathbb {C} } este o închidere algebrică a lui {\displaystyle \mathbb {R} }, dar nu o închidere algebrică a lui {\displaystyle \mathbb {Q} }, întrucât nu este algebric peste {\displaystyle \mathbb {Q} } (de exemplu π nu este algebric peste {\displaystyle \mathbb {Q} }).

## Extindere transcendentă
Având o extindere de câmp L/K, o submulțime S a L este numită independentă algebric peste K dacă printre elementele lui S nu există nicio relație polinomială netrivială cu coeficienți în K. Cea mai mare cardinalitate a unei mulțimi independentă algebric se numește gradul de transcendență al lui L/K. Este întotdeauna posibil să se găsească o mulțime S, independentă algebric peste K, astfel încât L/K (S) să fie algebrică. O astfel de mulțime S se numește baza de transcendență a lui L/K. Toate bazele de transcendență au aceeași cardinalitate, egală cu gradul de transcendență al extinderei. Se spune că o extindere L/K este pur transcendentă dacă și numai dacă există o bază de transcendență S a lui L/K astfel încât L = K(S). O astfel de extindere are proprietatea că toate elementele L, cu excepția celor din K, sunt transcendente peste K, dar, totuși, există extinderi cu această proprietate care nu sunt pur transcendente — o clasă de astfel de extinderi iau forma L/K unde atât L, cât și K sunt închise algebric. În plus, dacă L/K este pur transcendentă și S este o bază de transcendență a extinderii, nu urmează neapărat că L = K(S). De exemplu, fie extinderea {\displaystyle \mathbb {Q} (x,{\sqrt {x}})/\mathbb {Q} ,} unde x este transcendent peste {\displaystyle \mathbb {Q} .} Mulțimea {\displaystyle \{x\}} este algebric independentă, deoarece x este transcendent. Evident, extinderea {\displaystyle \mathbb {Q} (x,{\sqrt {x}})/\mathbb {Q} (x)} este algebrică, prin urmare {\displaystyle \{x\}} este o bază de transcendență. Nu generează întreaga extindere, deoarece nu există o expresie polinomială în {\displaystyle x} pentru {\displaystyle {\sqrt {x}}.} Dar este ușor de văzut că {\displaystyle \{{\sqrt {x}}\}} este o bază de transcendență care generează {\displaystyle \mathbb {Q} (x,{\sqrt {x}}),} deci extinderea este într-adevăr pur transcendentă.

## Extinderi normale, separabile și Galois
O extindere algebrică L/K se numește  normală dacă fiecare polinom ireductibil din K[X] care are o rădăcină în L se descompune complet în factori liniari peste L. Fiecare extindere algebrică F/K admite o închidere normală L, care este o extindere de corp a lui F astfel încât L/K este normală și este cea minimă cu această proprietate.
O extindere algebrică L/K se numește separabilă⁠(d) dacă polinomul minim al fiecărui element din L peste K este separabil, adică nu are rădăcini multiple într-o închidere algebrică peste K. O extindere Galois este o extindere de corp care este atât normală, cât și separabilă.
O consecință a teoremei elementului primitiv afirmă că fiecare extindere finită separabilă are un element primitiv (adică este simplă).
Având în vedere orice extindere de corp L/K, se poate lua în considerare grupul său de automorfisme Aut(L/K), format din toate automorfismele corpului α: L → L cu α(x) = x pentru toate x din K. Când extinderea este Galois, acest grup de automorfisme se numește grupul Galois⁠(d) al extinderii. extinderile al căror grup Galois este  abelian se numesc extinderi abeliene.
Pentru o extindere de corp dată L/K, deseori există interes pentru corpurile intermediare F (subcorpurile lui L care conțin K). Semnificația extinderilor Galois și a grupurilor Galois este că permit o descriere completă a corpurilor intermediare: există o bijecție între corpurile intermediare și subgrupurile grupului Galois, descrisă de Jürgen B. Hausmann⁠(d).

## Generalizări
Extinderile de corp pot fi generalizate la extinderi de inel care constau dintr-un  inel și un subinel. Un analog necomutativ mai apropiat sunt algebrele centrale simple (CSA) — extinderi de inele peste un corp, care sunt algebre simple (nu există ideale netriviale pe două părți, la fel ca pentru un corp) și unde centrul inelului este chiar corpul. De exemplu, singura extindere de corp finită a numerelor reale sunt numerele complexe, în timp ce cuaternionii sunt o algebră centrală simplă peste numerele reale, iar toate CSA-urile peste numerele reale sunt echivalente Brauer⁠(d) cu realii sau cuaternionii. CSA-urile pot fi generalizate în continuare la algebrele Azumaya⁠(d), unde corpul de bază este înlocuit cu un inel local⁠(d) comutativ.

## Extinderi ale scalarilor
Fiind dată o extindere de corp, se pot extinde scalarii pe obiectele algebrice asociate. De exemplu, dintr-un spațiu vectorial real se poate produce un spațiu vectorial complex prin complexificare⁠(d). În plus față de spațiile vectoriale, se poate efectua extinderea scalarilor pentru algebrele asociative⁠(d) definite pe corp, cum ar fi la polinoame și reprezentări de grupuri asociate. extinderea scalarilor polinoamelor este adesea utilizată implicit, considerând coeficienții ca fiind elemente ale unui corp mai mare, dar poate fi considerată mai formal. Extinderea scalarilor are numeroase aplicații.